# Кофеїн
Кофеї́н (кавеї́н) — ксантиновий алкалоїд, міститься в бобах кавового дерева, у листі чаю, мате, ягодах гуарани, а також у невеликих кількостях у какао та горіхах кола; збудник центральної нервової системи, складова тонізуючих напоїв та лікарських засобів для полегшення дихання. У рослинах кофеїн має значення як природний пестицид, який сковує та вбиває комах-паразитів.
Кофеїн — безбарвна кристалічна речовина з гірким смаком, за структурною будовою — гетероциклічний
алкалоїд пуринового ряду. Вперше добутий з кавової витяжки 1821 року.
У природі кофеїн трапляється в різних концентраціях разом із іншими ксантиновими алкалоїдами теофіліном і теоброміном, які є кардіостимуляторами. Кофеїн може мати відмінний вплив на організм, залежно від його походження, що пояснюється насамперед, різною концентрацією інших збудників та швидкістю абсорбції.

## Джерела кофеїну

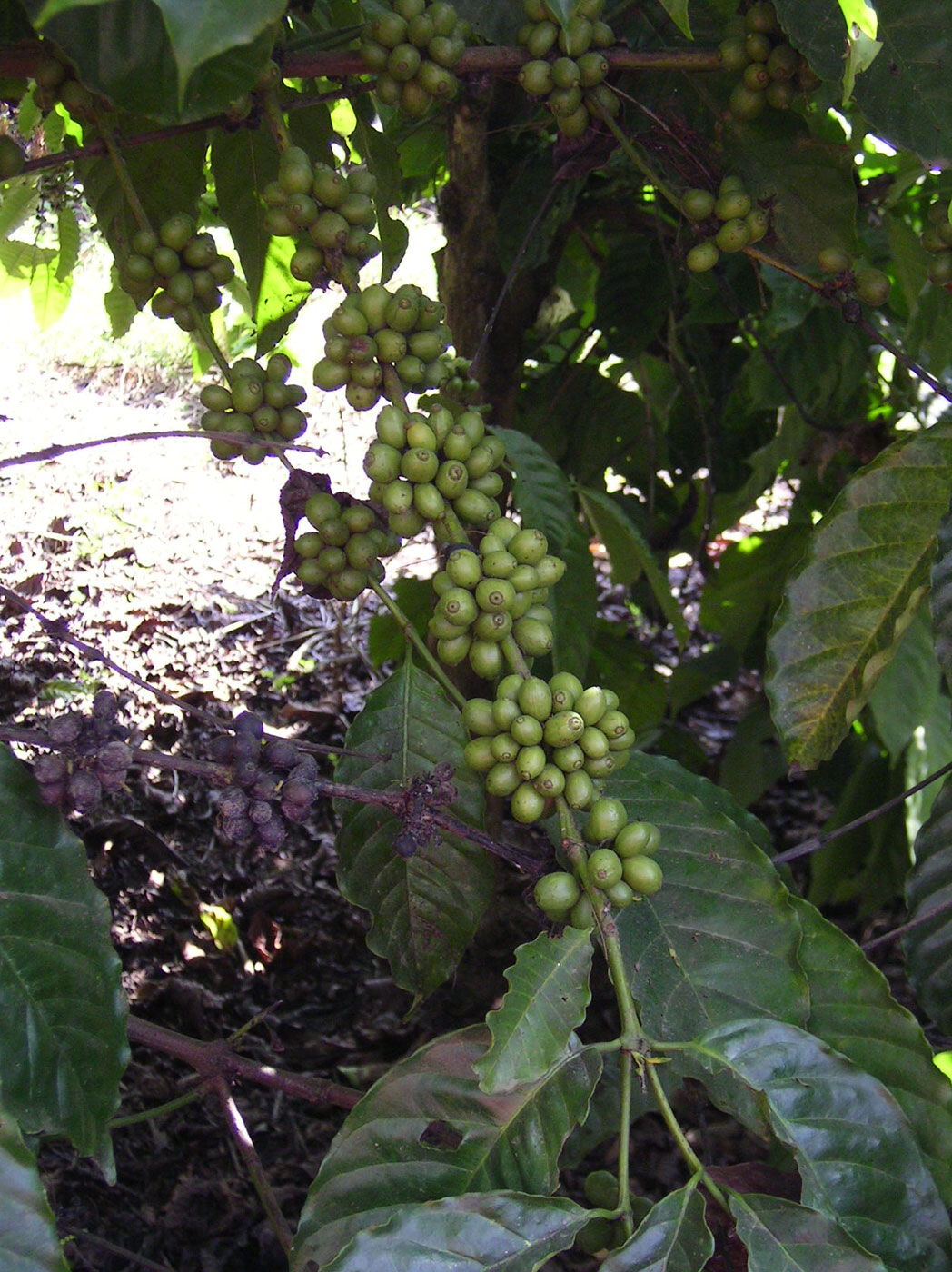
Кавові боби — найважливіше джерело кофеїну у світі

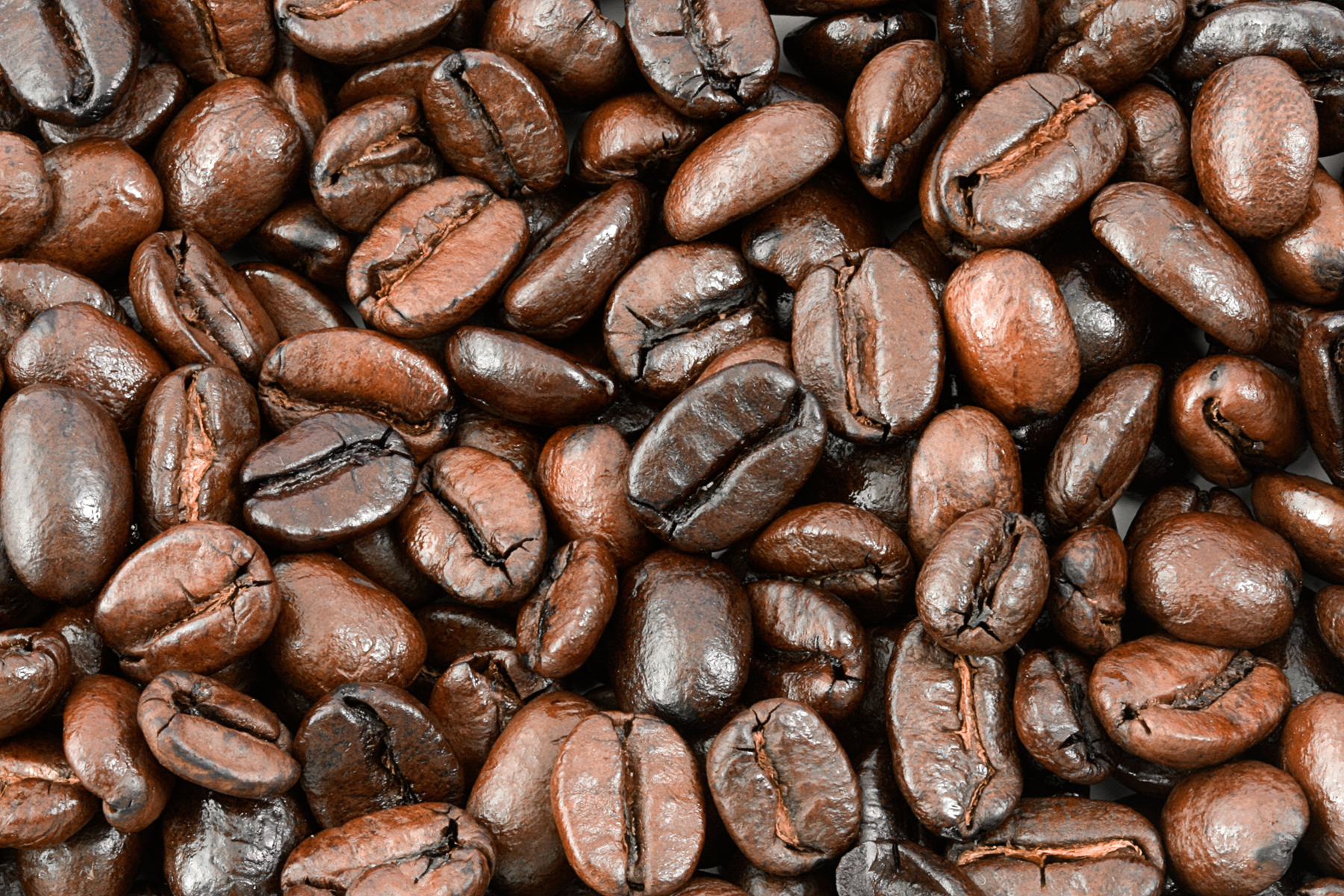
Кавові боби

## Фармакологічні властивості

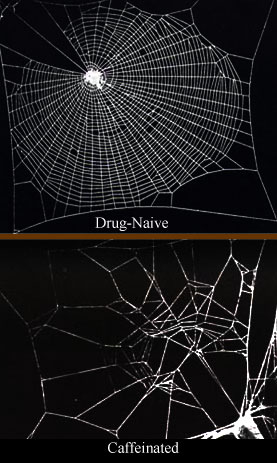
Кофеїн має виразний вплив на павуків: порівняльна сітка вгорі та павутиння, що було сплетене під дією кофеїну (внизу)

## Метаболізм кофеїну та дія на організм людини

Метаболізм кофеїну в печінці людини: утворюються параксантин (84 %), теобромін (12 %) і теофілін (4 %)